# Dewarova posuda
Dewarova posuda ili vakuumska boca služi za pohranjivanje tekućina toplijih ili hladnijih od temperature okoliša. Sastoji se od dviju boca smještenih jedna u drugoj, s vakuumom između njih. Vakuum sprječava prijenos topline, a zbog bolje učinkovitosti unutrašnja boca još je i posrebrena, kako bi se smanjio prijenos topline toplinskim zračenjem. U Dewarovoj posudi može se čuvati i tekući zrak. Obična termos-boca je prilagođena Dewarova posuda. Ime je dobila po svom izumitelju škotskom kemičaru i fizičaru Jamesu Dewaru. Dewar je svoju posudu izumio 1892., kako bi mu pomogla u istraživanju tekućih plinova.
No sama načela korištenja zrakopraznog prostora kao izolatora potječu još iz godine 1643., kada se talijanski fizičar Evangelista Torricelli proslavio pronalaskom živinog barometra, prethodnika svih toplomjera. Upravo se tada pojavio i problem održavanja jednom postignutog vakuuma, kao i upotrebe prikladnih materijala za izradu stijenki naprava koje su koristile vakuum. Nakon bezbrojnih uzaludnih pokušaja, pravo je rješenje pronađeno nakon gotovo 250 godina. Naime, James Dewar je 1892. uspješno konstruirao posudu s dvostrukim staklenim stijenkama između kojih se nalazio zrakoprazan prostor. Da bi spriječio daljnji prijenos topline zračenjem, Dewar je odlučio unutrašnju stijenku prevući srebrom. Tako načinjenu termos-bocu znanstvenici su koristili za održavanje cjepiva i seruma na postojanoj temperature, ali i za prenošenje rijetkih tropskih riba.
Dewarove laboratorijske posude proizvodile su se u Berlinu, kod profesionalnog puhača stakla Reinholda Burgera. On je odmah shvatio komercijalnu vrijednost tog izuma, pa je odmah odlučio načiniti manju, kućnu verziju dotada ogromnih Dewarovih posuda. Osim toga, Burger je svoje termosice zaštitio i vanjskim metalnim omotačem, koji je štitio krhke staklene stijenke od pucanja. Burger je svoj izum zaštitio patentom 1903. i nazvao bocu imenom thermos, prema grčkoj riječi za toplinu. Nekoliko godina kasnije, termos-boca očarala je američkog poslovnog čovjeka Williama Walkera. On je ubrzo ponudio termos-bocu američkom tržištu i za samo tri mjeseca doživio nevjerojatan uspjeh, jer je njemački proizvod jednako oduševio domaćice, izletnike i lovce diljem SAD. Neki smatraju da je uspjehu termos-boce pridonijela i činjenica da se njome u Bijeloj kući koristio američki predsjednik William Howard Taft. Edmund Hillary nosio je termos-bocu na Mount Everest, a braća Wright letjela su s njom čak i u cepelinu.

## Termos-boca
Termos-boca (tvornički engl. naziv thermos, prema grč. ϑερμóς: topao, vruć) je posuda s dvostrukim posrebrenim stijenkama, između kojih je isisan zrak, u kojoj zagrijan ili ohlađen sadržaj dulje vrijeme ostaje gotovo nepromijenjene temperature. Naziva se i Dewarova posuda prema fizičaru J. Dewaru, koji ju je izumio 1890. Tekućina koja se nalazi u njoj slabo gubi ili prima toplinu, bilo konvekcijom (između stijenki je vakuum), bilo toplinskim zračenjem (posrebrene stijenke reflektiraju zračenje). Vanjska je stijenka obično metalna ili od plastike, a unutrašnja staklena. Iz sigurnosnih razloga (na primjer nenamjerni udarci) kadšto je i unutrašnja stijenka metalna, ali je takva boca nešto manje djetvorna.

## Patent
- Burger, R., US patent 872795, "Double walled vessel with a space for a vacuum between the walls", December 3, 1907.